# 羅拔·阿卡魯耶
羅拔·阿卡魯耶（Robert Akaruye，1981年3月28日—），是尼日利亞的足球運動員，司職前鋒，此子曾效力土耳其球會施華士邦。